# Deckerville
Deckerville est un village du comté de Sanilac, dans l'État du Michigan, aux États-Unis. En 2020, il comptait une population de 877 habitants.